# Ріяка В'ячеслав Олександрович
В'ячеслав Олександрович Ріяка (13 червня 1947 — 9 травня 2007) радянський та український вчений-правознавець, фахівець у галузі конституційного права зарубіжних країн і міжнародного права, кандидат юридичних наук (1983), професор (2007). Працював у Національній юридичній академії України імені Ярослава Мудрого, де з 1993 по 2007 рік очолював кафедру міжнародного права та державного права зарубіжних країн.

## Життєпис
Народився 13 червня 1947 року в Харкові. Вищу освіту здобув у Харківському юридичному інституті, який закінчив у 1971 році. Через два роки після закінчення ВНЗ почав в ньому працювати асистентом на кафедрі міжнародного права та державного права зарубіжних країн. У 1975 році він вступив до аспірантури на ту ж кафедру, де і працював, після закінчення якої став старшим викладачем кафедри, а потім і доцентом. Викладав дві навчальні дисципліни «Міжнародне право» та «Конституційне право зарубіжних країн».
У 1983 році в Київському державному університеті ім. Т. Г. Шевченка успішно захистив дисертацію на здобуття наукового ступеня кандидата юридичних наук на тему «Ратифікація міжнародних договорів» (спеціальність 12.00.10 — міжнародне право; науковий керівник — доктор юридичних наук, професор М. В. Яновський; офіційні опоненти — доктор юридичних наук, професор В. Г. Буткевич і кандидат юридичних наук В. І. Євінтов). У 1987 році було присвоєно вчене звання доцента.
У 1993 році після смерті свого наукового керівника професора М. В. Яновського змінив його на посаді завідувача кафедри міжнародного права та державного права зарубіжних країн Української державної юридичної академії (до 1991 року — Харківський юридичний інститут, з 1995 — Національна юридична академія України імені Ярослава Мудрого). Перебуваючи завідувачем активно займався науково-педагогічною роботою, під його науковим керівництвом було захищено чотири дисертації на здобуття наукового ступеня кандидата юридичних наук — О. В. Тарасов (1995; після смерті М. В. Яновського), О. В. Журавка (1999), О. Ю. Тодика (2002), Є. А. Гончаренко (2005).
Колеги по ВНЗ охарактеризували його як «веселу, життєрадісну людину, справжнього наставника для молодих викладачів кафедри, яким допомагав унікальними порадами як в педагогічних, так і в життєвих питаннях, керівником, який зміг об'єднати кафедру в єдиний дружній колектив».
У 2007 році йому було присвоєно вчене звання професора. Продовжував очолювати кафедру аж до своєї смерті 9 травня 2007 року.

## Науковий доробок
В'ячеслав Олександрович був автором і співавтором 45 праць з конституційного права зарубіжних країн та міжнародного права, серед яких були:
- Шувалова В. А., Рияка В. А. Основы государственного права стран некапиталистического пути развития: курс лекций. Лекция 1. Общественное устройство. — Х.: Харьк. юрид. ин-т, 1976. — 49 с.
- Державне право зарубіжних країн (Загальна частина): навч. посібник / В. О. Ріяка, О. І. Свєчкарьов, В. А. Шувалова ; Міністерство освіти України, Нац. юрид. ун-т ім. Ярослава Мудрого. — Х.: Нац. юрид. акад. України ім. Ярослава Мудрого, 1996. — 187 с.
- Тамм А. Є., Ріяка В. О. Роль Ради Європи у забезпеченні прав людини на сучасному етапі: навч. посіб. / М-во освіти і науки України, Ін-т сходознавства і міжнарод. відносин «Харківський колегіум». — Х.: Вид. Шуст А. І., 2002. — 310 с.
- Тамм А. Є., Ріяка В. О., Коломієць Ю. М. Європейський Союз в міжнародно-правових відносинах: учебное пособие. — Х.: Штріх, 2003. — 240 с.
- Конституційне право зарубіжних країн: навч. посібник / М. С. Горшеньова [та ін.]; за заг. ред. В. О. Ріяки ; М-во освіти і науки України. — 2-ге вид., перероб. і доп. — К.: Юрінком Інтер, 2004. — 544 с.
- Ріяка В. О. Дипломатичний протокол: навч. посіб. / В. О. Ріяка ; М-во освіти і науки України, Нац. юрид. акад. України ім. Ярослава Мудрого. — Х.: Нац. юрид. акад. України ім. Я. Мудрого, 2006. — 135 с.
- Рияка В. А., Закоморная Е. А. Краткий курс лекций по конституционному праву зарубежных стран: учеб.-метод. пособ. — Х.: Вид. СПД ФО Вапнярчук Н. М., 2006. — 136 с.

Статті:
- Рияка В. А. Развитие законодательства СССР о ратификации международных договоров // Проблемы социалистической законности. Вып. 9 / отв. ред. В. Я. Таций. — Х. : Вища шк., 1982. — С. 149—156.
- Рияка В. А., Попов А. А. Советская федерация и «юридический состав» правопреемства // Проблемы социалистической законности. Вып. 16. — Х.: Вища шк., 1985. — С. 158—161.
- Рияка В. А. Соблюдение международных обязательств — важная гарантия мира // Проблемы социалистической законности. Вып. 20 / отв. ред. В. Я. Таций. — Х.: Вища шк., 1987. — С. 125—131.

Тези конференцій:
- Ріяка В. О. Конституція України та деякі питання захисту прав людини // Матеріали наукової конференції «Конституція України — основа модернізації держави та суспільства». 21—22 червня 2001 р. Харків. — Х.: Право, 2001. — С. 546—547.
- Ріяка В. О. Деякі питання місцевого управління (самоврядування) в зарубіжних країнах (США, Велика Британія, Франція) // Проблеми вдосконалення правового регулювання місцевого самоврядування: Матеріали науково-практичної конференції (м. Харків 4 — 5 грудня 2001 р.). — Х.: Нац. юрид. акад. України ім. Я. Мудрого / [ред. и предисл. Панов М. І. та ін.], 2002. — С. 80—83.
- Ріяка В. О., Тодика О. Ю. Конституційно-правові засади діяльності Верховної Ради і Президента України по забезпеченню прав громадян // Конституційні засади державотворення в Україні: наук. зб. / Укр. акад. держ. упр. при Президентові України. Харків. філіал. — Харків: УАДУ при Президентові України (ХФ), 1999. — С. 11—16. — ISBN 966-95498-2-5.

Також брав участь у написанні статей для 6-томної української «Юридичної енциклопедії» (1998—2004).

## Нагороди
У 2003 році разом з В. С. Семеновим і М. В. Цвіком, за навчальний посібник «Конституційне право зарубіжних країн», виданий у 2002 році, був удостоєний першої премії Всеукраїнського конкурсу на краще юридичне видання Союзу юристів України у номінації « Навчальні посібники (практикуми, курси лекцій, хрестоматії тощо)».
У 2004 році разом з К. О. Закоморною, В. С. Семеновим, А. І. Свєчкарьовим і М. В. Цвіком, за виданий у 2004 році підручник «Конституційне право зарубіжних країн», був удостоєний премії імені Ярослава Мудрого, у номінації «за підготовку та видання підручників для студентів юридичних спеціальностей вищих закладів освіти». У тому ж році був нагороджений Почесною грамотою Верховної Ради України.